# Казаледжо-Новара
Казаледжо-Новара (итал. Casaleggio Novara) — коммуна в Италии, располагается в регионе Пьемонт, в провинции Новара.
Население составляет 900 человек (2008 г.), плотность населения составляет 85 чел./км². Занимает площадь 10 км². Почтовый индекс — 28060. Телефонный код — 0321.
Покровителями коммуны почитаются святой апостол Иаков Старший и святая Анна, празднование 25 июля.

## Демография
Динамика населения:

## Администрация коммуны
- Официальный сайт: http://www.comune.casaleggionovara.no.it/